# Bentfeld (Delbrück)
Bentfeld ist ein südöstlicher Stadtteil mit dörflicher Struktur von Delbrück in Nordrhein-Westfalen. Bentfeld hat 1344 Einwohner. Bis 1974 war Bentfeld eine eigenständige Gemeinde.

## Ortsname
Die Ersterwähnung nennt den Ort „Binnetuelde“. In spätmittelalterlichen Schriftquellen fehlt mitunter das 't'. Der Name wird als Binsenfeld gedeutet.

## Geographie

### Geographische Lage
Bentfeld liegt in der Lippeniederung nördlich des Hellwegs und gehört zur Westfälischen Bucht. Laut der heute meist benutzten Einteilung im Handbuch der naturräumlichen Gliederung Deutschlands, die zum Teil von traditionellen Einteilungen abweicht, liegt der Westen und Norden des Ortes in der Untereinheit 540.20 Obere Lippetalung, die zu der Teileinheit 540.2 Ostmünsterländer Sande, der Haupteinheit 540 Ostmünsterland und der Haupteinheitengruppe 54 Westfälische Bucht gehört. Der Südosten des Orts liegt demnach in der Untereinheit 542.13 Geseker Unterbörde, die zu der Teileinheit 542.1 Unterer Hellweg, der Haupteinheit 542 Hellwegbörden und der Haupteinheitengruppe 54 Westfälische Bucht gehört. Dabei liegt die Ortschaft Bentfeld selbst am Rande der Unterbörde.

### Ortsgliederung
Zur Gemarkung gehört außer dem einen Kilometer südlich der Lippe gelegenen Bentfeld auch die nördlich der Lippe liegende Dorfbauerschaft Heddinghausen. Diese Streusiedlung ist die nördlichste Siedlung des ehemaligen Kreises Büren.

### Ortsgebiet
Die Gemarkung der Ortschaft Bentfeld hat eine Fläche von 8,09 Quadratkilometern. Der Ortsmittelpunkt, die Kirche, liegt bei 51° 44′ n. Br. und 8° 37′ ö. L auf einer Höhe von 94,329 Metern ü. NN. Der mit 90 Metern ü. NN niedrigste Punkt liegt an der Lippe, an der Ortschaftsgrenze zu Anreppen, der höchste Punkt, die Scharmeder Höhe, liegt bei 108 Metern ü. NN.

### Gewässer
Durch umfangreichen Kiesabbau sind nach 1945 lippenah rund um Bentfeld diverse Baggerseen, zum Beispiel der Heddinghauser See, entstanden, die allerdings bisher kaum touristisch genutzt werden. Durch Bentfeld fließt die Gunne, ein kleiner Bach, der bei Boke in die Lippe mündet. An der Lippe befindet sich dort ein Pegel der Landesverwaltung.

### Nachbarorte
Im Westen und Norden grenzt Bentfeld an die Delbrücker Stadtteile Anreppen und Ostenland, im Osten an die Paderborner Stadtteile Sande und Elsen und im Süden an die Salzkottener Stadtteile Scharmede und Thüle. Diese Orte gehören alle zum Kreis Paderborn.

### Geologie
Im Bereich von Hellwegraum und Lippeniederung entstanden in der Kreidezeit Kalk- und Mergelstein als Sediment in Meeren. In der Eiszeit entstanden dann unter Gletschern und Inlandeis Grundmoränen, die hier über den genannten Gesteinen als Geschiebemergel und Kies erscheinen. Später lagerte der Wind hierüber an verschiedenen Stellen Löss und Sand ab. Die Bentfelder Böden bilden einen Übergang zur fruchtbaren Hellwegbörde, wobei die Braunerde stellenweise unterschiedlich aus Sand, Sandlöss, Verwitterungslehmen von Kalkschotter und Geschiebemergel zusammengesetzt ist.
In der Lippeniederung wurde durch die Lippe zusätzlich Sand und Kies aus der Senne herangeführt. Im Bereich von Flüssen und Bächen kam es auch zu alluvialen Ablagerungen und auch die Moore entstanden im Holozän. Durch den Wind wurde der Sand zu Dünen, die heute weitgehend abgebaut sind. Aus den Sanden entstand Podsol, bei dem eine Ortsteinschicht das Wurzelwachstum behindert.

### Klima
Bentfeld gehört wie Ostwestfalen-Lippe insgesamt zum ozeanischen Klimabereich Nordwestdeutschlands, dem es geringe Temperaturgegensätze und milde Winter verdankt. Allerdings sind schon kontinentale Einflüsse wirksam. So liegt die Temperatur im Sommer höher und die Nächte sind kühler als in größerer Nähe zur Küste. An der Abmilderung der Niederschlagsmenge und der höheren Zahl an Sonnentagen sind allerdings auch die umliegenden Mittelgebirge beteiligt.

## Geschichte

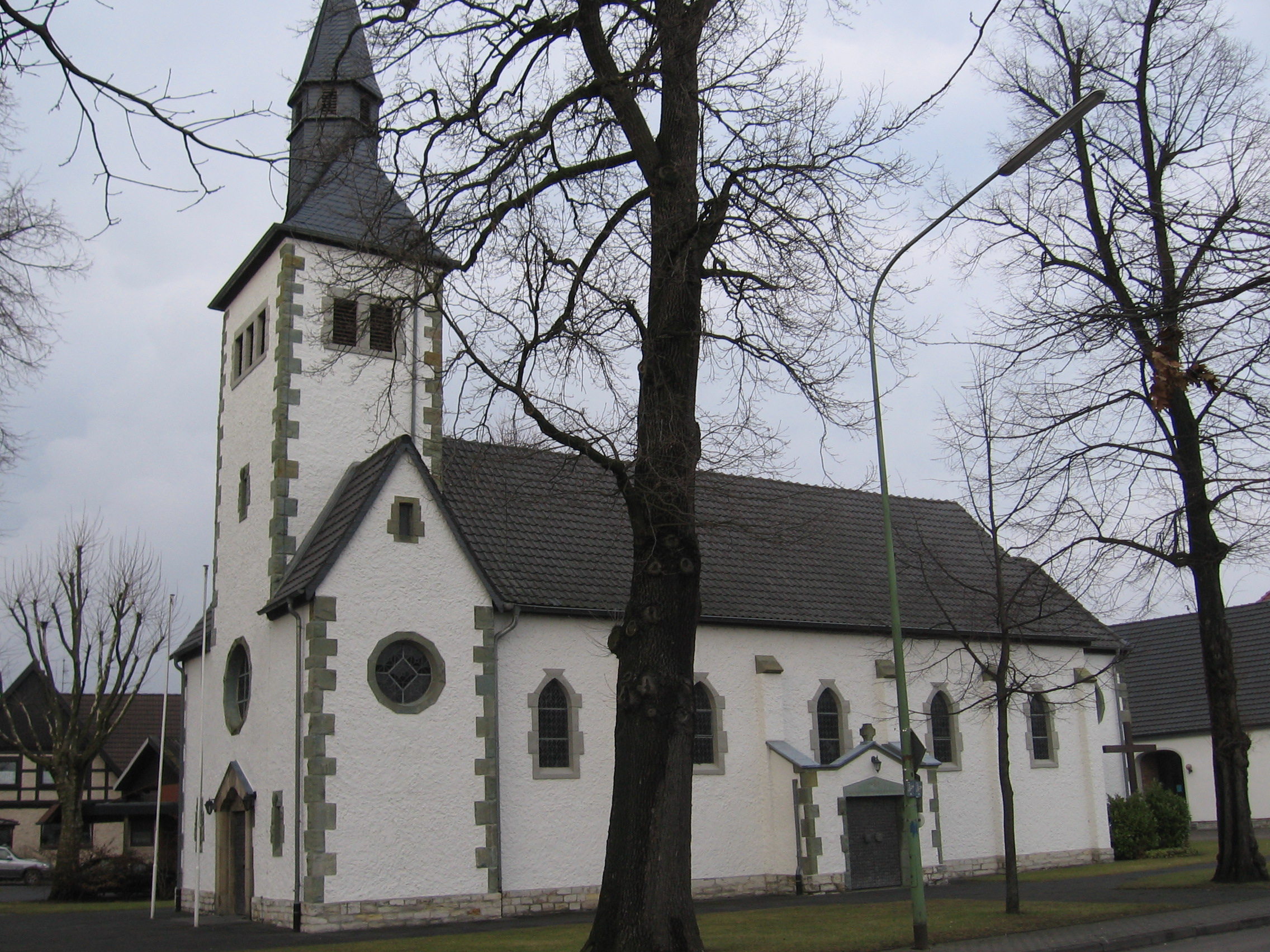
Kath. Kirche Sankt Dionysius

Die erste urkundliche Erwähnung Bentfelds stammt aus dem Jahre 1082, die Deutung des Namens weist auf die sächsische Zeit 500 bis 800 n. Chr. hin. Es reichen allerdings archäologische Funde im Gebiet der Gemarkung bis in die früh- und vorgeschichtliche Zeit zurück. Die erste urkundliche Erwähnung der zu Bentfeld gehörenden Bauerschaft Heddinghausen erfolgte 1036.
Eine Straße im Ort erinnert an die ehemalige Bentfelder Wittenburg.
Bentfelds gehörte schon seit dem frühen Mittelalter zum Gebiet des späteren Hochstifts Paderborn.
1802 verlor das Hochstift Paderborn mit der Besetzung durch Preußen seine staatliche Selbständigkeit, fiel aber bereits 1807 für wenige Jahre an das Königreich Westphalen. Darin bildete Bentfeld von 1807 bis 1813 eine Gemeinde im Kanton Ringboke des Departements der Fulda. Nach der napoleonischen Niederlage fiel Bentfeld 1813 an Preußen zurück. Der Ort wurde 1815 in die neue Provinz Westfalen eingegliedert und kam durch Erlass der Königlichen Regierung in Minden 1816 zum neuen Kreis Büren. Aus dem Kanton Ringboke wurde im Kreis Büren das Amt Boke, das seit 1859 in Personalunion zusammen mit dem Amt Salzkotten verwaltet wurde. Seit den 1930er Jahren bildeten beide Ämter zusammen das Amt Salzkotten-Boke mit Sitz in Salzkotten.
Regelmäßige Hochwasser der Lippe und Überschwemmungen suchten den Ort heim. Die letzte derartige Katastrophe, die Heinrichsflut, ereignete sich im Juli 1965. Bei diesem Hochwasser wurde das ganze Dorf vom Wasser eingeschlossen. In mehreren Orten, die an den Nebenflüssen der Lippe liegen, forderte die Katastrophe einige Menschenleben.
Durch das Sauerland/Paderborn-Gesetz wurden die drei „Lippegemeinden“ Anreppen, Bentfeld und Boke des Amtes Salzkotten-Boke am 1. Januar 1975 mit den Gemeinden des Amtes Delbrück des alten Kreises Paderborn zur neuen Stadt Delbrück im neuen Kreis Paderborn zusammengelegt. Rechtsnachfolgerin der Gemeinde Bentfeld wurde Stadt Delbrück, Rechtsnachfolgerin des aufgelösten Amtes Salzkotten-Boke wurde die Stadt Salzkotten.
Im Jahr 2010 war Bentfeld Ausrichter des Kreisschützenfestes im Altkreis Büren.

## Politik

### Stadtratswahl
Bei der Kommunalwahl 2004 gaben die Bürger Bentfelds ihre Stimmen bei der Wahl zum Delbrücker Stadtrat wie folgt ab:
- CDU 360 (63,49 %)
- SPD 83 (14,64 %)
- GABI 65 (11,46 %)
- FDP 59 (10,41 %)

Von den 997 Wahlberechtigten nahmen 578 (57,97 Prozent) teil, dabei waren 567 (98,10 Prozent) Stimmen gültig und 11 (1,90 Prozent) Stimmen ungültig.

### Bürgermeister
Hier folgt eine Liste der Bentfelder Bürgermeister seit dem Ende des Zweiten Weltkriegs bis zum Ende der kommunalen Selbständigkeit als politische Gemeinde mit Ablauf des 31. Dezember 1974:
- 1945–1946: Johann Scherf
- 1946–1948: Johannes Möring
- 1948–1964: Peter Nolte (CDU)
- 1964–1974: Gerd Heumüller (CDU)

### Wappen und Banner
Am 20. März 1967 erteilte der Innenminister des Landes Nordrhein-Westfalen der damaligen Gemeinde Bentfeld folgendes Wappen und Banner:
Wappenbeschreibung
Von Gold (Gelb) und Rot geteilt, oben ein mit drei Zweigen aus der Teilungslinie wachsender grüner Preiselbeerstrauch mit roten Früchten.
Bannerbeschreibung
Rot-Gelb längsgestreift mit dem Gemeindewappen im weißen Bannerhaupt.
Wappenbegründung
Das Wappen entspricht einem Siegel des Soester Bürgers Godefrid (= Gottfried) von Bentfeld, dessen Name von der Gemeinde abgeleitet sein dürfte. Das als Preiselbeere gedeutete Wappenbild weist wohl als Namen deutendes Zeichen auf „Bent“, also Heide, Moor, hin. In den Heidewäldern der Gemarkung wuchsen bis zur Lipperegulierung Preiselbeeren. Die Farben Gold-Rot sind die des Hochstifts Paderborn, dem die Gemeinde seit dem frühen Mittelalter angehörte.

## Religion
Die zentral im Dorf gelegene Kirche St. Dionysius ist eine Filialkirche der katholischen Kirchengemeinde Sankt Landelinus Boke, der auch die benachbarte Ortschaft Anreppen angehört. Die Katholiken in Bentfeld, die die Bevölkerungsmehrheit stellen, gehören zum Dekanat Büren-Delbrück des Erzbistums Paderborn. Die Protestanten des Ortes gehören zur am 1. Januar 1951 gegründeten evangelischen Kirchengemeinde Delbrück im Kirchenkreis Paderborn der Evangelischen Kirche von Westfalen.

## Persönlichkeiten
- Klemens Graf Meerveldt († 1885), Amtmann: Seit 1847 Gutsbesitzer in Heddinghausen war er von 1857 bis 1859 der letzte Amtmann des Amtes Boke, der ab 1859 bis zu seinem Tode die Ämter Boke und Salzkotten in Personalunion leitete.

## Kultur und Sehenswürdigkeiten

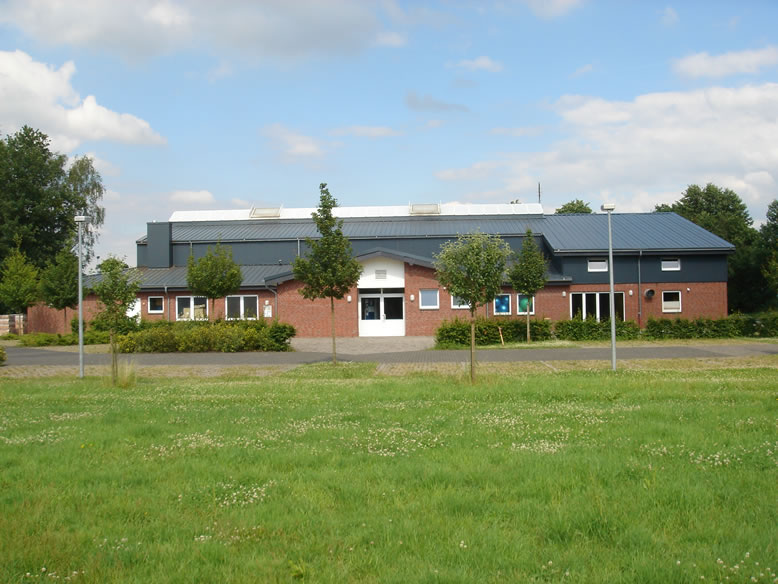
Sporthalle

Bentfeld verfügt über ein reges Vereinsleben:
- Heimatverein Bentfeld e. V.
- SV Rot-Weiss Bentfeld 1950 e. V.
- St. Sebastian Schützenbruderschaft 1890 e. V.
- Martinsgilde Bentfeld von 1950
- Musikverein Bentfeld
- Katholische Frauengemeinschaft
- Freiwillige Feuerwehr Bentfeld
- Karnevalsverein Rot-Weiß Bentfeld e. V.